# Croatian Indoors 1997 - Qualificazioni singolare
Le qualificazioni del singolare  del Croatian Indoors 1997 sono state un torneo di tennis preliminare per accedere alla fase finale della manifestazione. I vincitori dell'ultimo turno sono entrati di diritto nel tabellone principale. In caso di ritiro di uno o più giocatori aventi diritto a questi sono subentrati i lucky loser, ossia i giocatori che hanno perso nell'ultimo turno ma che avevano una classifica più alta rispetto agli altri partecipanti che avevano comunque perso nel turno finale.
Le qualificazioni del torneo Croatian Indoors 1997 prevedevano 32 partecipanti di cui 4 sono entrati nel tabellone principale.

## Teste di serie
1. Sjeng Schalken (secondo turno)
2. Emilio Benfele Álvarez (secondo turno)
3. Andrei Pavel (secondo turno)
4. József Krocskó (Qualificato)

1. Fernon Wibier (ultimo turno)
2. Răzvan Sabău (ultimo turno)
3. Guillermo Cañas (secondo turno)
4. Gastón Etlis (Qualificato)

## Qualificati
1. Gastón Etlis
2. Francisco Montana

1. Radomír Vašek
2. József Krocskó

## Tabellone

### Legenda
| - Q = Qualificato - WC = Wild card - LL = Lucky loser | - ALT = Alternate - SE = Special Exempt - PR = Protected Ranking | - w/o = Walkover - r = Ritirato - d = Squalificato |

### Sezione 1
|  | Primo turno     | Primo turno     | Primo turno     | Primo turno | Primo turno |  |  | Secondo turno | Secondo turno   | Secondo turno   | Secondo turno | Secondo turno |   |   | Ultimo turno | Ultimo turno   | Ultimo turno | Ultimo turno | Ultimo turno |  |
|  |                 |                 |                 |             |             |  |  |               |                 |                 |               |               |   |   |              |                |              |              |              |  |
|  | 1               | Sjeng Schalken  | Sjeng Schalken  | 6           | 6           |  |  |               |                 |                 |               |               |   |   |              |                |              |              |              |  |
|  |                 | Jerome Hanquez  | Jerome Hanquez  | 3           | 4           |  |  | 1             | Sjeng Schalken  | 6               | 6             | 1             |   |   |              |                |              |              |              |  |
|  | Andrei Rybalko  | Andrei Rybalko  | Andrei Rybalko  | 7           | 6           |  |  |               | Andrei Rybalko  | 4               | 7             | 6             |   |   |              |                |              |              |              |  |
|  | Mario Tudor     | Mario Tudor     | Mario Tudor     | 6           | 3           |  |  |               |                 |                 |               |               |   |   |              | Andrei Rybalko | 6            | 3            | 4            |  |
|  | Nicolas Thomann | Nicolas Thomann | Nicolas Thomann | 6           | 6           |  |  |               |                 | 8               | Gastón Etlis  | 4             | 6 | 6 |              |                |              |              |              |  |
|  | Ivo Heuberger   | Ivo Heuberger   | Ivo Heuberger   | 4           | 4           |  |  |               | Nicolas Thomann | Nicolas Thomann | 4             | 4             |   |   |              |                |              |              |              |  |
|  | 8               | Gastón Etlis    | Gastón Etlis    | 7           | 7           |  |  | 8             | Gastón Etlis    | Gastón Etlis    | 6             | 6             |   |   |              |                |              |              |              |  |
|  |                 | Nir Welgreen    | Nir Welgreen    | 5           | 6           |  |  |               |                 |                 |               |               |   |   |              |                |              |              |              |  |

### Sezione 2
|  | Primo turno       | Primo turno            | Primo turno            | Primo turno | Primo turno |  |  | Secondo turno | Secondo turno          | Secondo turno     | Secondo turno     | Secondo turno |   |   | Ultimo turno | Ultimo turno | Ultimo turno | Ultimo turno | Ultimo turno |  |
|  |                   |                        |                        |             |             |  |  |               |                        |                   |                   |               |   |   |              |              |              |              |              |  |
|  | 2                 | Emilio Benfele Álvarez | Emilio Benfele Álvarez | 6           | 7           |  |  |               |                        |                   |                   |               |   |   |              |              |              |              |              |  |
|  |                   | Goran Orešić           | Goran Orešić           | 3           | 6           |  |  | 2             | Emilio Benfele Álvarez | 6                 | 4                 | 5             |   |   |              |              |              |              |              |  |
|  | Mark Joachim      | Mark Joachim           | Mark Joachim           | 7           | 6           |  |  |               | Mark Joachim           | 1                 | 6                 | 7             |   |   |              |              |              |              |              |  |
|  | Željko Krajan     | Željko Krajan          | Željko Krajan          | 5           | 4           |  |  |               |                        |                   |                   |               |   |   | Mark Joachim | Mark Joachim | 4            | 6            | 6            |  |
|  | Francisco Montana | Francisco Montana      | 2                      | 6           | 6           |  |  |               |                        | Francisco Montana | Francisco Montana | 6             | 2 | 7 |              |              |              |              |              |  |
|  | Fredrik Bergh     | Fredrik Bergh          | 6                      | 4           | 4           |  |  |               | Francisco Montana      | 3                 | 6                 | 6             |   |   |              |              |              |              |              |  |
|  | 7                 | Guillermo Cañas        | Guillermo Cañas        | 7           | 7           |  |  | 7             | Guillermo Cañas        | 6                 | 4                 | 4             |   |   |              |              |              |              |              |  |
|  |                   | Thierry Guardiola      | Thierry Guardiola      | 5           | 6           |  |  |               |                        |                   |                   |               |   |   |              |              |              |              |              |  |

### Sezione 3
|  | Primo turno    | Primo turno    | Primo turno    | Primo turno | Primo turno |  |  | Secondo turno | Secondo turno  | Secondo turno  | Secondo turno | Secondo turno |   |   | Ultimo turno | Ultimo turno  | Ultimo turno  | Ultimo turno | Ultimo turno |  |
|  |                |                |                |             |             |  |  |               |                |                |               |               |   |   |              |               |               |              |              |  |
|  | 3              | Andrei Pavel   | Andrei Pavel   | 6           | 6           |  |  |               |                |                |               |               |   |   |              |               |               |              |              |  |
|  |                | Petr Luxa      | Petr Luxa      | 4           | 2           |  |  | 3             | Andrei Pavel   | 7              | 2             | 3             |   |   |              |               |               |              |              |  |
|  | Radomír Vašek  | Radomír Vašek  | Radomír Vašek  | 6           | 6           |  |  |               | Radomír Vašek  | 6              | 6             | 6             |   |   |              |               |               |              |              |  |
|  | Borut Urh      | Borut Urh      | Borut Urh      | 2           | 1           |  |  |               |                |                |               |               |   |   |              | Radomír Vašek | Radomír Vašek | 7            | 6            |  |
|  | Grégory Carraz | Grégory Carraz | Grégory Carraz | 7           | 6           |  |  |               |                | 5              | Fernon Wibier | Fernon Wibier | 6 | 2 |              |               |               |              |              |  |
|  | Tom Kempers    | Tom Kempers    | Tom Kempers    | 6           | 3           |  |  |               | Grégory Carraz | Grégory Carraz | 5             | 6             |   |   |              |               |               |              |              |  |
|  | 5              | Fernon Wibier  | 5              | 6           | 7           |  |  | 5             | Fernon Wibier  | Fernon Wibier  | 7             | 7             |   |   |              |               |               |              |              |  |
|  |                | Udo Plamberger | 7              | 3           | 6           |  |  |               |                |                |               |               |   |   |              |               |               |              |              |  |

### Sezione 4
|  | Primo turno     | Primo turno        | Primo turno     | Primo turno | Primo turno |  |  | Secondo turno | Secondo turno   | Secondo turno   | Secondo turno | Secondo turno |   |   | Ultimo turno | Ultimo turno   | Ultimo turno | Ultimo turno | Ultimo turno |  |
|  |                 |                    |                 |             |             |  |  |               |                 |                 |               |               |   |   |              |                |              |              |              |  |
|  | 4               | József Krocskó     | 3               | 7           | 6           |  |  |               |                 |                 |               |               |   |   |              |                |              |              |              |  |
|  |                 | Lars Rehmann       | 6               | 5           | 3           |  |  | 4             | József Krocskó  | József Krocskó  | 6             | 6             |   |   |              |                |              |              |              |  |
|  | Tomáš Catar     | Tomáš Catar        | 6               | 4           | 7           |  |  |               | Tomáš Catar     | Tomáš Catar     | 3             | 1             |   |   |              |                |              |              |              |  |
|  | Eyal Erlich     | Eyal Erlich        | 3               | 6           | 6           |  |  |               |                 |                 |               |               |   |   | 4            | József Krocskó | 4            | 6            | 7            |  |
|  | Radovan Svetlík | Radovan Svetlík    | Radovan Svetlík | 6           | 7           |  |  |               |                 | 6               | Răzvan Sabău  | 6             | 3 | 6 |              |                |              |              |              |  |
|  | Ivica Ančić     | Ivica Ančić        | Ivica Ančić     | 3           | 6           |  |  |               | Radovan Svetlík | Radovan Svetlík | 4             | 3             |   |   |              |                |              |              |              |  |
|  | 6               | Răzvan Sabău       | 6               | 4           | 7           |  |  | 6             | Răzvan Sabău    | Răzvan Sabău    | 6             | 6             |   |   |              |                |              |              |              |  |
|  |                 | Hendrik Jan Davids | 2               | 6           | 5           |  |  |               |                 |                 |               |               |   |   |              |                |              |              |              |  |